# Goodwill Games 1994/Bogenschießen
Bei den Goodwill Games 1994 in Sankt Petersburg wurden zwei Wettbewerbe im Bogenschießen ausgetragen, jeweils einer für Männer und Frauen.

## Ergebnisse

### Männer
| Platz | Athlet             | Land                   | Punkte |
| ----- | ------------------ | ---------------------- | ------ |
| 1     | Gennady Mitrofanov | Russland               | 111    |
| 2     | Ho Jin-soo         | Südkorea               | 105    |
| 3     | Andrea Parenti     | Italien                | 112    |
| 4     | Edwin Eliason      | Vereinigte Staaten     | 110    |
| 5     | Henk Vogels        | Niederlande            | 105    |
| 6     | Kim Sun-bin        | Südkorea               | 104    |
| 7     | Simon Terry        | Vereinigtes Königreich | 100    |

### Frauen
| Platz | Athlet              | Land               | Punkte |
| ----- | ------------------- | ------------------ | ------ |
| 1     | Kim Hyo-jung        | Südkorea           | 103    |
| 2     | Cho Youn-jeong      | Südkorea           | 101    |
| 3     | Yelena Tutatchikova | Russland           | 105    |
| 4     | Marion Wagner       | Deutschland        | 99     |
| 5     | Yana Tunyants       | Kasachstan         | 106    |
| 6     | Ilona Babich        | Ukraine            | 102    |
| 7     | Olga Yakovsheva     | Belarus            | 100    |
| 8     | Denise Parker       | Vereinigte Staaten | 100    |

## Medaillenspiegel Bogenschießen
| Medaillenspiegel Bogenschießen | Medaillenspiegel Bogenschießen | Medaillenspiegel Bogenschießen | Medaillenspiegel Bogenschießen | Medaillenspiegel Bogenschießen | Medaillenspiegel Bogenschießen |
| Platz                          | Land                           | G                              | S                              | B                              | Gesamt                         |
| ------------------------------ | ------------------------------ | ------------------------------ | ------------------------------ | ------------------------------ | ------------------------------ |
| 1                              | Südkorea                       | 1                              | 2                              | –                              | 3                              |
| 2                              | Russland                       | 1                              | –                              | 1                              | 2                              |
| 3                              | Italien                        | –                              | –                              | 1                              | 1                              |